# Sh2-129

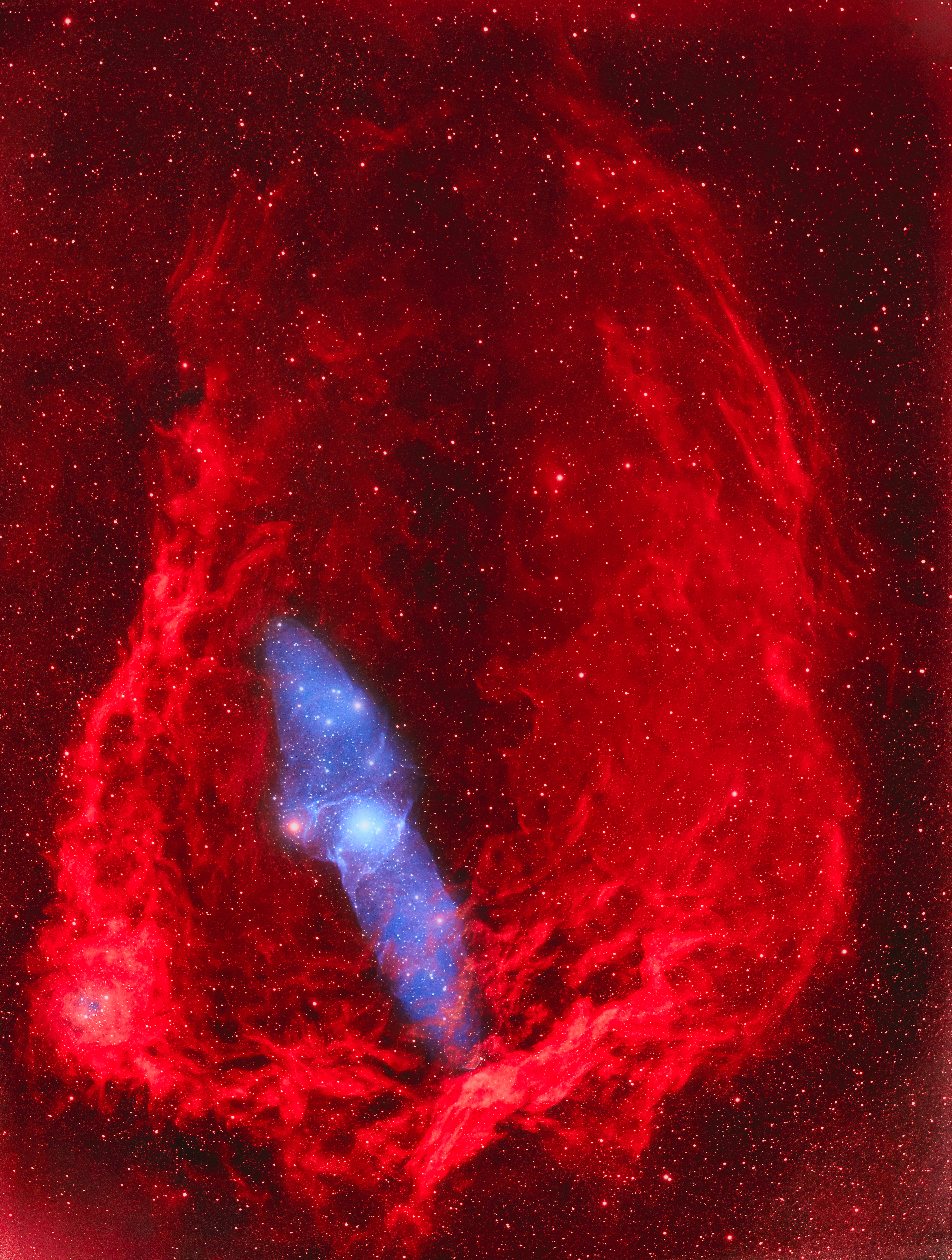
La nébuleuse Sh2-129, avec Ou4, avec aussi l'étoile V419 Cephei près du centre de l'image. Juin 2021.

Sh2-129, également connue sous le nom de nébuleuse de la chauve-souris en vol (Flying Bat Nebula), est une nébuleuse en émission de type région HII située à environ 1 300 années-lumière (al) de la Terre dans la constellation de Céphée.
On peut distinguer à travers la nébuleuse une autre nébuleuse, Ou4, située à une distance d'environ 2 300 al. Elle a été découverte par l'astronome amateur français Nicolas Outters.
La période la plus propice à son observation dans le ciel du soir se situe entre les mois de juillet et décembre. Il est plus facile pour les observateurs situés dans les régions de l'hémisphère nord terrestre de la voir.

## Caractéristiques physiques
Cette nébuleuse a une forme d'arc très prononcée. En raison de sa forme, on l'appelle parfois la nébuleuse de la chauve-souris volante. Malgré sa taille, elle apparaît plutôt ténue et la partie la plus dense et la plus visible coïncide avec son côté oriental. Sa distance a été estimée à environ 400 parsecs (1300 années-lumière) et tombe donc à une courte distance du bord de la ceinture de Gould. Les environs de cette nébuleuse sont particulièrement riches en nuages moléculaires, dont le grand système nébuleux sombre responsable de l'occultation d'une grande partie de la Voie lactée en direction de Céphée. De nombreux autres nuages moléculaires mineurs, largement étudiés dans une étude de 1994, s'étendent notamment vers l'ouest, dont la plupart ont une masse qui ne dépasse que rarement 30-40 M☉. L'exception est le nuage [DBY94] 97, qui a une masse de 2440 M☉. La source de rayonnement infrarouge IRAS 21168+5948 est indiquée comme coïncidant avec la région d'émissions de monoxyde de carbone (CO) aux mêmes coordonnées dans le catalogue Avedisova des régions de formation d'étoiles.